# Bitwa pod Pułtuskiem (1806)
Bitwa pod Pułtuskiem – bitwa stoczona 26 grudnia 1806 pod Pułtuskiem przez wojska francuskie z wojskami rosyjskimi, w czasie wojny z IV Koalicją.
30-tysięczny V Korpus francuski pod dowództwem marszałka Jean Lannesa i dywizja Gudina z III korpusu marszałka Louisa Davouta próbowały zdobyć most na Narwi i zająć miasto.
Niespodziewanie zostały zaatakowane na zachód od Pułtuska przez 45-tysięczną armię rosyjską ze 120 armatami, pod dowództwem generała Levina Augusta von Bennigsena.
Niezwykle krwawa bitwa została nierozstrzygnięta, ponieważ Rosjanie wytrwali na swoich pozycjach i zniszczyli most. Sama bitwa toczyła się w straszliwych warunkach atmosferycznych podczas burz śniegu z deszczem w czasie największych roztopów i zabłocenia terenu.
Straty obu stron były bardzo wysokie. Francuzi stracili ok. 1500 – 7000 zabitych, rannych i wziętych do niewoli, Rosjanie 3500 – 5000.
Bitwa ta została upamiętniona na Łuku Triumfalnym w Paryżu.

## Przyczyny
Po upadku insurekcji kościuszkowskiej i podpisaniu konwencji rozbiorowej przez państwa zaborcze 26 stycznia 1797, dokonano podzielenia obszaru Polski, i zaborcy powszechnie uważali go jako „zupełny, ostateczny, nieodwołalny”. Północne Mazowsze znalazło się w państwie pruskim, które na tym terenie graniczyło z Austrią od Góry Kalwarii do Serocka, a następnie wzdłuż Bugu do okolic Janowa Podlaskiego. Od Janowa zaczynała się granica z Rosją, która biegła między Bielskiem a Białowieżą, Białymstokiem a Wołkowyskiem do Grodna i stąd dalej na północ wzdłuż Niemna.
Zniewolonej ludności polskiej niełatwo było wyobrazić sobie rychłą odmianę losów. Tymczasem ta odmiana przyszła i to po niespełna dziesięciu latach. Przy czym nie zapominajmy, że była to epoka krwawa i niespokojna. Wstrząs wywołany przez rewolucję francuską uzewnętrznił całą lawinę konfliktów w ówczesnej Europie. Przeciwko Francji zawiązywały się i upadały kolejne koalicje. Po klęsce trzeciej na polach pod Austerlitz zawiązała się czwarta między Prusami, Austrią i Rosją. Działania wojenne zostały wywołane przez ultimatum Prus przesłane Napoleonowi, który wydał Wielkiej Armii rozkaz wymarszu na terytorium Fryderyka Wilhelma III. Decydujące spotkanie nastąpiło pod Jeną-Auerstedt, w tym samym dniu 14 października 1806 r. Armia króla Prus została rozbita i dalszy pochód Francuzów odbywał się bez większych przeszkód. Szybko zajęli Berlin, doszli do Bałtyku i przeprawiwszy się przez Odrę zbliżali się do ziem polskich.
W Wielkopolsce wybuchło powstanie i rozpoczęto formować wojsko. Król pruski Fryderyk Wilhelm III znalazł się ze swym dworem w Prusach Wschodnich, gdzie pozostał mu do dyspozycji zaledwie 20-tysięczny korpus pod dowództwem gen. I’Estocqa.
Po klęskach na polach Jeny i Auerstedt oczy Prusaków zwróciły się w stronę cara Aleksandra I, który ich nie zawiódł. 30 października 1806 r. wypowiedział Napoleonowi wojnę skłaniając do tego samego kroku Anglię i Austrię, ale bez skutku. Armia rosyjska stała w pogotowiu i na pierwsze wezwanie wyruszyła na pomoc. 3 listopada wyruszył z Grodna 70-tysięczny korpus gen. Bennigsena i maszerując przez Łomżę i Ostrołękę dotarł do Pułtuska, gdzie założono kwaterę główną.

## Przed bitwą

### Problem zwierzchnictwa w armii rosyjskiej
Tymczasem armii rosyjskiej brakowało jednolitego dowodzenia. Był to problem tym bardziej naglący, że obaj dowódcy połączonych w Ostrołęce korpusów nie cierpieli się wzajemnie. Car mianował naczelnego wodza w osobie marszałka polnego Michała Fiodorowicza Kamieńskiego, ale zadanie mu powierzone było ponad siły schorowanego 68-letniego wodza. Wyruszył on z Petersburga 22 listopada, ale już po paru dniach prosił cara o zwolnienie z nałożonego obowiązku, gdyż źle widzi i na mapie nic nie może dojrzeć oraz nie może jeździć konno. Przybył jednak do Pułtuska i zapoznał się z wojskiem, a wtedy jego lęk tylko się powiększył, ujrzał bowiem wojsko źle umundurowane, bez zapasów żywności i lekarstw. Znowu prosił cara o zwolnienie z funkcji, ale odpowiedź nie przychodziła i trzeba było przystąpić do działania. Korpus Buxhoevdena podzielił na dwie części: dywizje Essena III i Anrepa umieścił w widłach Bugu i Narwi w okolicy Popowa. Pozostałe dwie stanowiły prawe skrzydło korpusu Bennigsena.
W tym samym dniu, kiedy wojska rosyjskie witały pod Pułtuskiem marszałka Kamieńskiego, Warszawa owacyjnie przyjmowała wjeżdżającego Napoleona. Jakże inne nastroje panowały w obozie francuskim. Była to Wielka Armia, która rok temu odniosła zwycięstwo pod Austerlitz, a przed paru tygodniami pod Jeną i Auerstaedt. Gwiazda Napoleona jaśniała pełnym blaskiem, marszałkowie byli tylko wykonawcami woli cesarza. Zaopatrzenie armii było dobre, a stosunek ludności polskiej przychylny, jednak, jeżeli chodzi o zaopatrzenie trzeba przyznać, że uległo ono stopniowemu pogorszeniu w miarę jak warunki pogodowe uległy dramatycznemu osłabeniu. Jak pisze Kapitan Marbot, który służył w korpusie Augereau’a „Padał intensywny deszcz ze śniegiem, zaopatrzenie zaczęło docierać z opóźnieniem (gdyż w błocie transport był prawie niemożliwy) nie było więcej wina, rzadko kiedy jakieś piwo, i co naprawdę było problemem, żadnego chleba, a o kawałki świń i krów musieliśmy sami walczyć.”

### Skład wojsk
Wojska francuskie składały się z:
- Dowódca: w związku ze swoją funkcją był nim dowódca przedniej straży wielkiej armii francuskiej marszałek J.Lannes
  - 3 Korpus Marszałka Davout’a (część)
    - 3 Dywizja piechoty normalnie pod dowództwem Gen. Gudina, lecz tego dnia dowodzona przez d’Aultanne’a:
      - Dwie Brygady składające się z 9 Batalionów piechoty
      - Kawaleria 70 szaserów i 100 dragonów
      - 1 działo

  - 5 Korpus Marszałka Lannesa
    - 1 Dywizja piechoty pod dowództwem Sucheta składająca się z trzech Brygad podzielonych na 16 batalionów piechoty.
    - 2 Dywizja piechoty pod dowództwem Gazana składająca się z dwóch Brygad podzielonych na 11 batalionów piechoty
    - Lekka Dywizja Kawalerii pod dowództwem Treilharda składająca się z sześciu szwadronów huzarów i trzech szwadronów szaserów
    - Artyleria 38 dział

Wojska rosyjskie składały się z:
- Dowódca: gen. Bennigsen
  - 66 batalionów piechoty, 55 szwadronów kawalerii, 7 baterii artylerii polowej i 21/2 baterii artylerii konnej – w sumie 128 dział.
    - 2 Dywizja pod dowództwem Osterman’a-Tołstoja
    - 6 Dywizja pod dowództwem Sedemaratzkiego
    - 4 Dywizja pod dowództwem Golicyna – część (Golicyn nie był obecny na polu bitwy)
    - 3 Dywizja pod dowództwem Osten–Sackena (on również nie był obecny na polu bitwy)

## Bitwa

### Preludium
Działania bojowe rozpoczęli Francuzi 21 grudnia. Korpusy Napoleona przeprawiły się przez Wisłę i ruszyły na Rosjan, którzy byli zmuszeni do odwrotu. Wycofując się koncentrowali swe oddziały w rejonie Pułtuska i Makowa. W dzień Bożego Narodzenia większość sił Bennigsena była już w Pułtusku, reszta zaś znalazła się z dywizją Dochturowa w okolicy Gołymina. Buxhoevden ze swą 5 Dywizją stał w Makowie. Pogoda była wyjątkowo zła, ciągłe deszcze zamieniły drogi w bajora a posuwanie się wojsk, szczególnie artylerii, było nad wyraz uciążliwe. Łatwo wyobrazić sobie sytuację żołnierzy maszerujących i walczących w błocie, a nocujących na biwakach wśród wichrów i zamieci śniegu z deszczem. Pod wieczór 25 grudnia dotarł pod Pułtusk V Korpus Lannesa z dywizją dragonów Beckera. Kamieński musiał decydować się na rozstrzygający bój lub na odwrót. W nocy z 25/26 grudnia rozszalała się burza i wiatr przewracał namioty Rosjan i Francuzów. Stary marszałek załamał się zupełnie i zwoławszy naradę oświadczył, że opuszcza wojsko, a dowodzenie przekazuje najstarszemu stopniem, czyli Buxhoevdenowi polecając równocześnie wycofać się w granice Rosji. Pomimo próśb zebranych generałów wytrwał w postanowieniu i odjechał do Ostrołęki. Ambitny Bennigsen nie mógł przystać na tak niesławny koniec i decyzji wodza nie uszanował. Postanowił przyjąć bitwę. W tym celu rozkazał sprowadzić z Popowa dywizje Essena III i Anrepa, lecz te, zgodnie z wcześniejszym rozkazem Kamieńskiego, pomaszerowały do Ostrołęki.

### Główna batalia

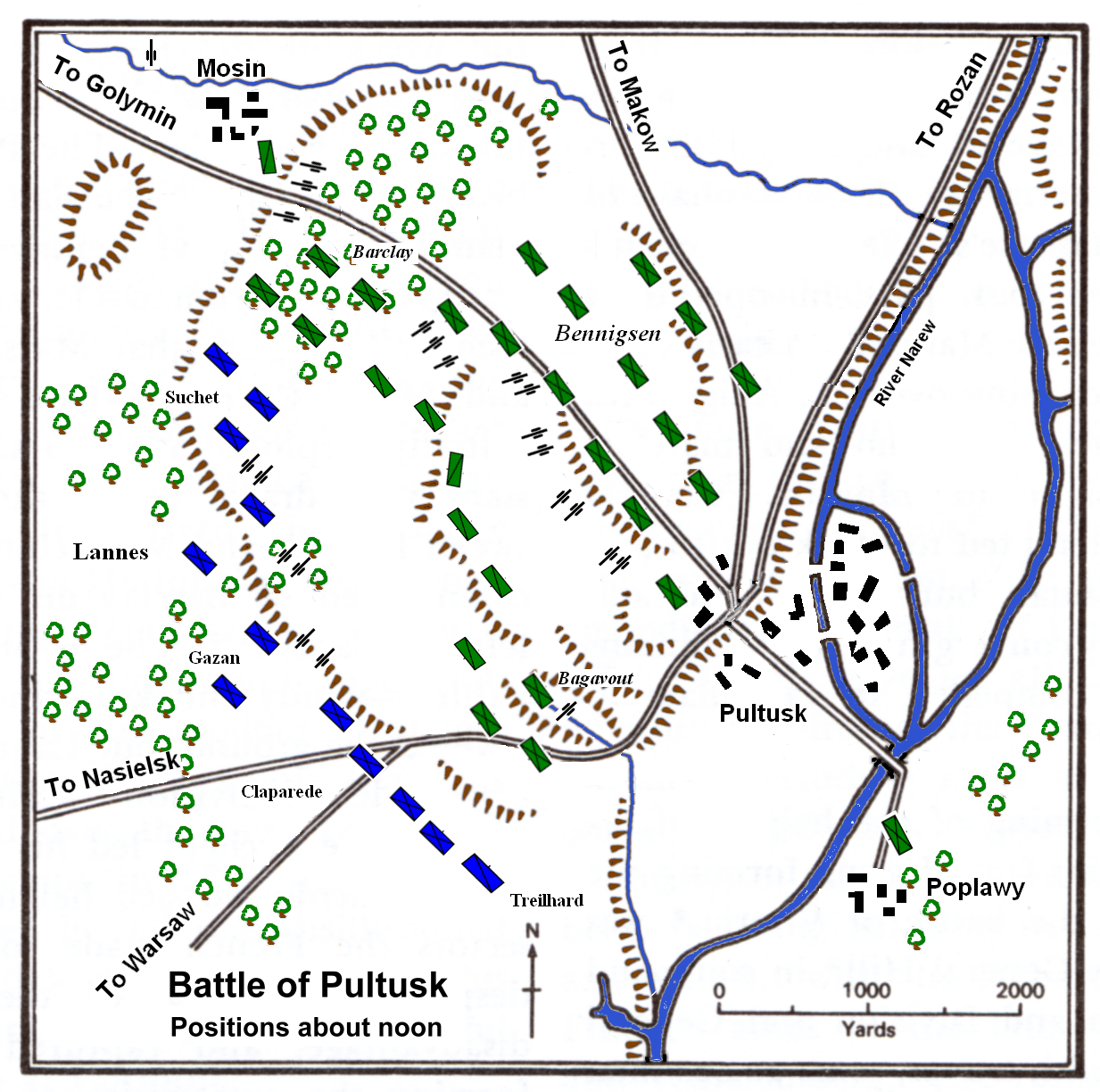
Bitwa pod Pułtuskiem ok. południa

Bennigsen rozmieścił swoje siły wzdłuż drogi Pułtusk – Gołymin formując je w trzy linie złożone kolejno z 21, 18 i 5 batalionów. Lewe skrzydło kończyło się w mieście, a prawe w lesie Moszyn. Artyleria została rozmieszczona przed pierwszą linią piechoty. Na najdalej wysuniętych pozycjach prawego skrzydła generał Barclay de Tolly zajmował część lasu Moszyn z 3 batalionami, regimentem kawalerii i baterią artylerii osłaniającą drogę do Gołymina. Generał Bagavout osłaniał lewe skrzydło oraz most na rzece Narew razem z 10 batalionami, dwoma szwadronami dragonów oraz baterią artylerii. 28 szwadronów kawalerii było rozmieszczonych wzdłuż krawędzi brzegu łącząc Barclaya i Bagavouta, kozacka kawaleria została rozmieszczona naprzeciw nich.
Lannes miał rozkaz przekroczyć Narew w Pułtusku razem ze swoim Korpusem. Miał świadomość, że przed nim znajdują się jakieś siły rosyjskie, ale nie miał pojęcia o ich rozmiarach. Po przedarciu się przez błota, pierwsze oddziały dotarły na miejsce o 10 rano i odrzuciły Kozaków na główną linię rosyjskiej obrony. Z powodu ukształtowania terenu Lannes mógł widzieć tylko najbardziej wysunięte pozycje rosyjskie na lewym i prawym skrzydle oraz kawalerię pomiędzy nimi. Rozmieścił na lewo obok lasu Moszyn dywizję Sucheta potem Gazana, Wedella i Claparede’a wzdłuż całej linii rosyjskiej. Kilka dział, które udało się przeprawić przez błota rozmieścił na lewym skrzydle i w centrum. Około 11 rano francuskie prawe skrzydło ruszyło przeciwko Bagavoutowi. Rosyjscy Kozacy i reszta kawalerii zostali wyparci na tyły, a Bagavout wysłał do ataku piechotę, która pomimo wsparcia artylerii została odrzucona. Francuskie centrum również nacierało, próbując zaatakować cofającego się Bagavouta z flanki, ale ten manewr odsłonił ich na atak rosyjskiej kawalerii, siedem szwadronów zaatakowało francuską flankę w nagłej burzy śnieżnej kiedy kawaleria i piechota Bagovout’a zaatakowała ich ponownie frontalnie. Następnie francuski batalion oskrzydlił rosyjską kawalerię. Po zamieszaniu jakie powstało Rosjanie wycofali się na swoje obronne pozycje. Następna próba kawalerii Lannesa pod dowództwem Treilharda została zatrzymana przez rosyjską artylerię.
W tym samym czasie francuskie lewe skrzydło pod dowództwem Sucheta prowadzone osobiście przez Lannes’a zaatakowało pozycje w lesie bronione przez Barclaya. Pierwszy atak wyparł Rosjan z lasu i zdobył ich baterię, która była tam rozmieszczona, jednak Barclay rzucił do walki rezerwy i udało mu się dotrzeć do lasu i odbić działa.
Tymczasem Francuskie centrum dalej nacierało, a rosyjska kawaleria wycofała się za swoje działa, wystawiając Francuzów na morderczy ogień baterii.

### Nadejście dywizji Gudina (tymczasowo dowodzonej przez Aultanne’a)

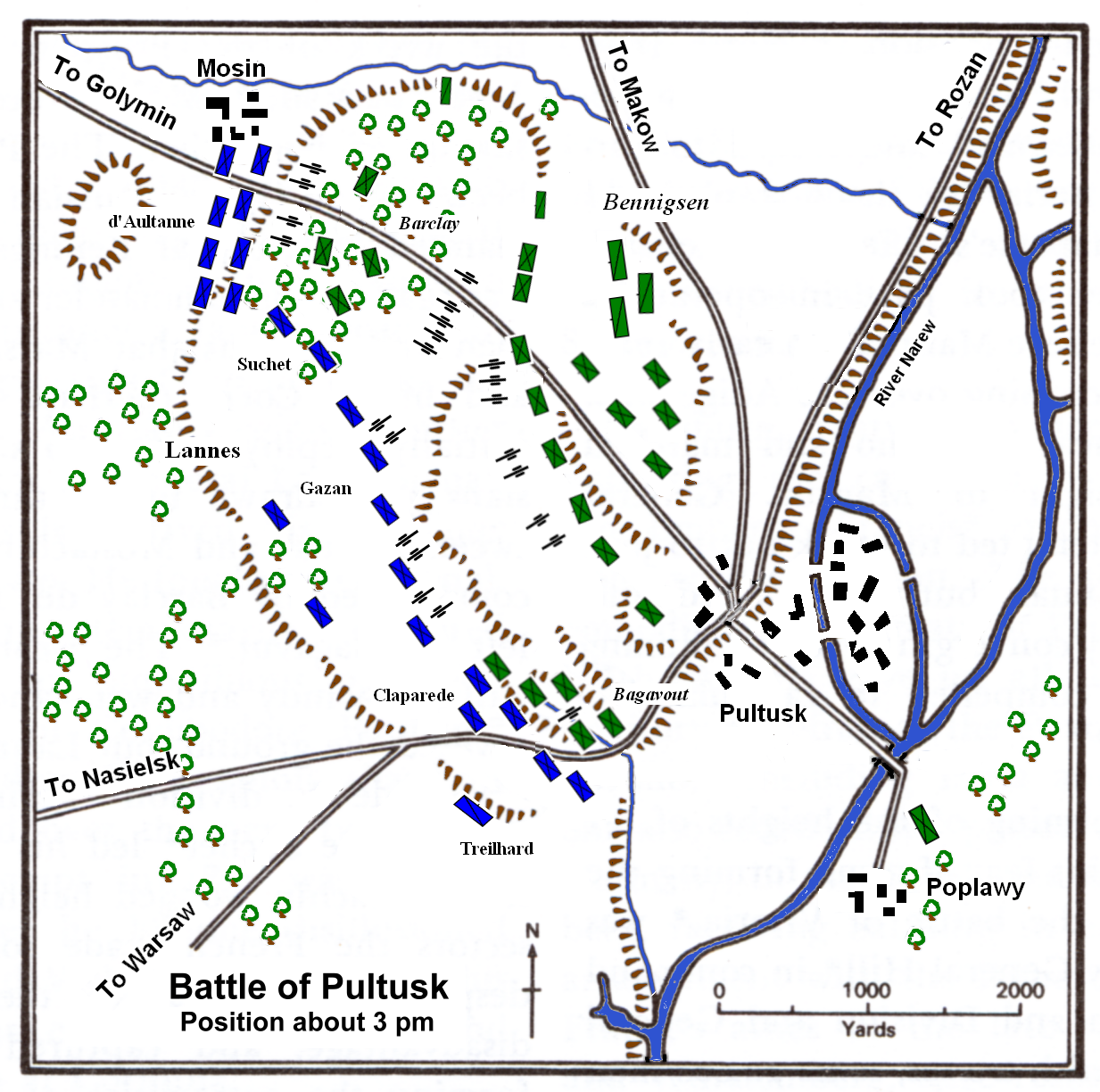
Bitwa pod Pułtuskiem ok. 15:00

Około 14:00 sytuacja wojsk francuskich stała się niebezpieczna. Rosyjskie lewe skrzydło trzymało się a francuskie centrum cierpiało od ostrzału artylerii, a na prawym skrzydle rósł nacisk wypierający siły Suchet’a z lasu. Francuski odwrót stawał się coraz bardziej możliwy, kiedy nieoczekiwane posiłki nadeszły na pole bitwy.
3 Dywizja z 3 Korpusu Davouta tymczasowo dowodzona przez jego szefa sztabu d’Aultanne’a dostała rozkaz ścigania rosyjskiej kolumny widocznie wycofującej się w kierunku Pułtuska. Zaniepokojony siłą rosyjskiej kawalerii, która eskortowała działa i zapasy d’Aultanne ścigał ją, lecz nie próbował się z nią zmierzyć. Kiedy przygotowywał się na postój nocny usłyszał dźwięki bitwy po swojej prawej stronie i natychmiast ruszył na Pułtusk. Ponieważ drogi przypominały bagna, mógł wziąć ze sobą tylko jedno działo.
Kiedy Bennigsen zobaczył tę nową zbliżającą się siłę, odwrócił swoją główną linię, aby stanęła naprzeciw lasu, ten manewr zredukował jednak ogień artyleryjski skierowany na oddziały Lannesa. Barclay spostrzegając d’Aultanne’a atakującego jego prawe skrzydło, wycofał się natychmiast w kierunku prawej strony głównej linii rosyjskiej obrony. Bennigsen wzmocnił go dwoma regimentami piechoty i kawalerią i skierował ogień artylerii na las. Francuzi zostali odparci, a prawa flanka d’Aultanne’a odkryta i zaatakowana przez dwadzieścia szwadronów rosyjskiej kawalerii, jednak 85 regiment piechoty francuskiej sformował czworoboki i poprzez ciągły ogień odparł ten atak.
Przybycie dywizji d’Aultanne’a miało także wpływ na francuskie prawe skrzydło. Po przerzuceniu większości rosyjskiej artylerii do wsparcia Barclaya Francuzi mieli okazję użyć swoich własnych dział dla wsparcia nowego ataku na Bagavout’a przez dywizje Claparede i Wedell wspomagane przez Gazan’a na swojej lewej stronie. Żołnierze Bagavouta zostali odparci poprzez wąwóz na swoje tyły, a ich działa zostały zdobyte. Osterman–Tołstoj sformował baterię po prawej stronie Barclaya i wsparty przez 5 batalionów zaatakował. Po desperackiej walce Francuzi zostali odparci, a działa odbite. Francuskie prawe skrzydło i centrum wycofały się na swoje poranne pozycje w miarę jak zapadały absolutne ciemności.
Podczas nocy Bennigsen zdecydował się na odwrót.

## Po bitwie
Straty obu wojsk były duże, aczkolwiek ich oszacowanie jest dziś bardzo trudne, ponieważ źródła historyczne są diametralnie odmienne np. wielkość strat francuskich waha się w granicach od 1500 – do 7000 zabitych i rannych natomiast straty rosyjskie od 3500 do 5000 zabitych, rannych i wziętych do niewoli.
Odwrót Rosjan był niezwykły, jak i stosunki panujące w naczelnym dowództwie. Bennigsen polecił rozpalić ognie, by imitować obozowisko rozłożone wokół Pułtuska, a tymczasem w nocy z 26/l27 XII ruszył śpiesznym marszem do Ostrołęki, unikając spotkania z Buxhoevdenem. Przeprawiwszy się w Ostrołęce na lewy brzeg Narwi, kazał spalić za sobą most zostawiając resztę wojsk, ze swym rywalem na czele, na pastwę Francuzów. Nie zaniedbując starań dla rozwoju swojej kariery powiadomił cara, że pobił pod Pułtuskiem samego Napoleona, a jego poplecznicy na dworze mieli dokonać reszty. Buxhoevdena tymczasem nikt nie ścigał i mógł wycofywać się bez walki. 29 grudnia znalazł się w Nowej Wsi (dzisiaj Nowa Wieś Zachodnia), a nazajutrz w Dylewie. Dowiedziawszy się, że most w Ostrołęce jest spalony, skierował swe wojska do Nowogrodu przez Nasiadki i Stanisławowo, natomiast niewielkie oddziały poszły do Kolna przez Lipniki. Dwie jego dywizje, stojące w widłach Bugu i Narwi, dołączyły w Ostrołęce do korpusu Bennigsena. Pierwsza próba połączenia wojsk odbyła się 2 stycznia w Nowogrodzie, ale zaledwie część 8 Dywizji zdołano przeprawić, gdyż most pontonowy został zerwany. Ostateczne scalenie armii nastąpiło w Tykocinie 9 stycznia.

## Skutki

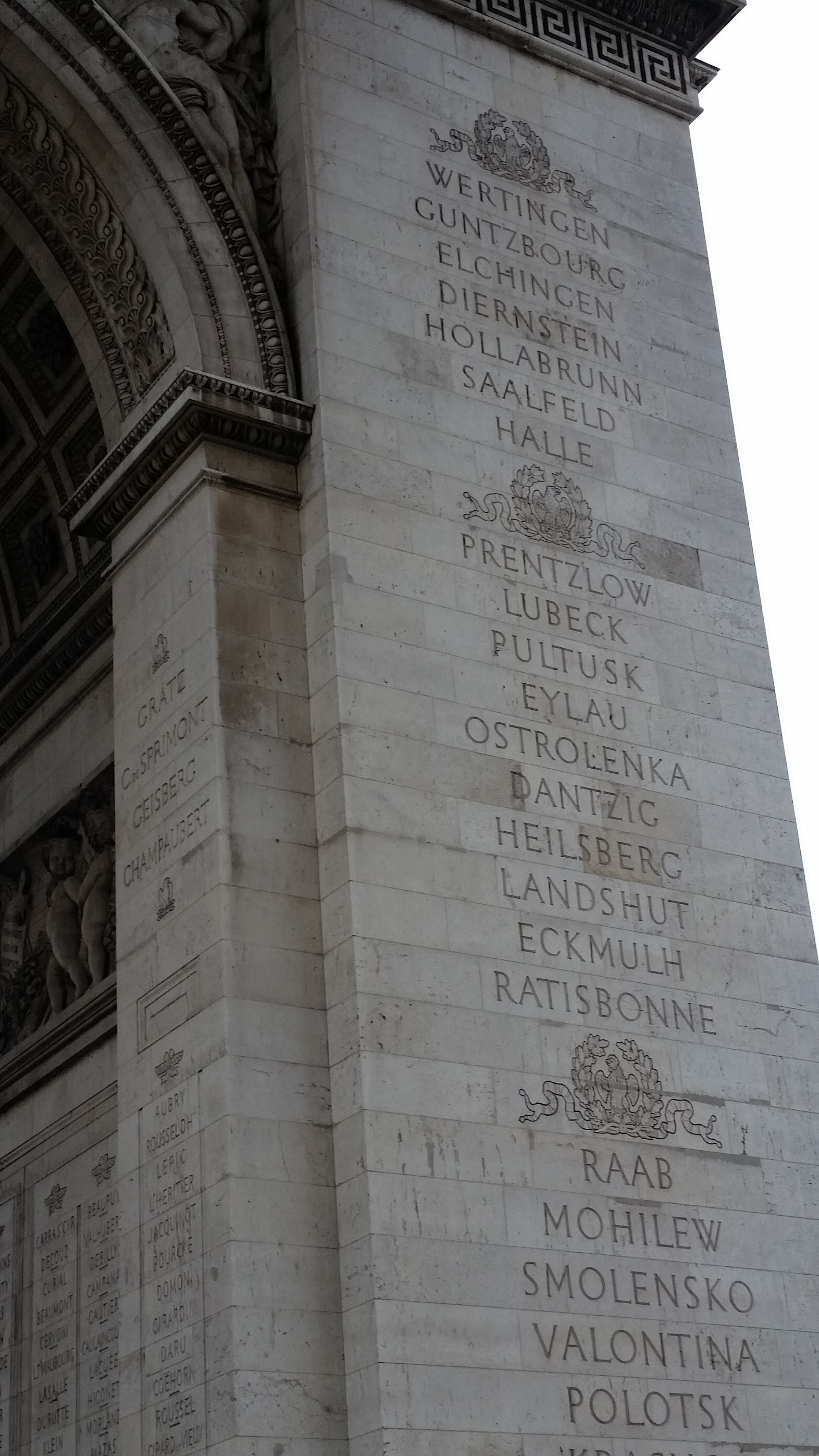
Łuk Triumfalny w Paryżu z nazwą bitwy pod Pułtuskiem

- Była to jedna z serii bitew, które doprowadziły do faktycznego utworzenia Księstwa Warszawskiego.
- Bennigsen walczył siłami swego korpusu mając za przeciwnika V Korpus, Dywizję Dragonów i w ostatniej fazie Dywizję Gudina z Korpusu Davouta. W tym samym czasie trwała bitwa pod Gołyminem, gdzie znalazła się w okrążeniu część oddziałów Bennigsena i 7 Dywizja Dochturowa. Atakowały ją oddziały Davouta, Soulta i Augereau’a. Po ciężkim boju Rosjanie przebili się do Makowa straciwszy pod Gołyminem ok. 1000 ludzi. Obie bitwy nie przyniosły rozstrzygnięcia i Napoleon zrozumiał, że kampania, tak błyskotliwie rozpoczęta na polach Turyngii, będzie miała swą drugą poważną fazę.
- Przemarsz wojsk francuskich i rosyjskich i ich ocena przez ludność cywilną Pułtuska i okolic:
  - Przemarsze wojsk były plagą dla ludności cywilnej. Wiemy już, że armia rosyjska była źle wyekwipowana i bez zapasów żywności. Dodać do tego należy i to, że Bennigsen był bardzo złym administratorem i nie troszczył się o podwładnych. Wycofywanie odbywało się wśród roztopów i nocnych przymrozków, więc źle odziane i głodne wojsko zaczęło szukać ratunku na własną rękę. „Głód – pisze Michajiowski-Danilewski – był przyczyną wielkiego zła w armii rosyjskiej, jakim było maruderstwo. Tysiące maruderów rozbiegło się na wszystkie strony grabiąc wsie i stacje pocztowe. Opóźniło to potem scalanie się tych ziem z Rosją.”
  - Z kolei nowo przybyłe wojska francuskie nie wypadały o wiele lepiej w opinii mieszkańców Pułtuska niż ich poprzednicy. Jak pisze Wincenty Hipolit Gwarecki „Przybycie wojsk francuskich do tego miasta będzie pamiętane, gdyż w pierwszych dniach ogołocone zostało z istotnych do życia potrzeb i chociaż mieszkańcy uszczerbku przez oręż nie doznali, brak dyscypliny wojsk przybyłych dał im poznać nędzę, niedostatek żywności dał się czuć tak dalece, iż bochenek chleba ledwie funt ważący, ze zboża przez połowę zmielonego z otrębami, ośćmi upieczony kosztował złotych dwa, przy czym jego nabycie kryjomym w nocy sposobem dziać się musiało.”
  - Wszystkie te niechlubne wydarzenia były w głównej mierze spowodowane ogromnymi trudnościami zaopatrzeniowymi spowodowanymi okropną pogodą paraliżującą linie zaopatrzeniowe, co w konsekwencji doprowadziło do poszukiwania żywności na własną rękę przez żołnierzy obu armii.

## Legenda bitwy pod Pułtuskiem
Bitwa ta została uwieczniona na Łuku Triumfalnym w Paryżu, a w czasach napoleońskich po Morzu Północnym pływała fregata Pułtusk (86 dział). Bitwa jest corocznie rekonstruowana i odtwarzana w Pułtusku i jego okolicy. W 2006 roku była to największa inscenizacja bitwy napoleońskiej w Europie. Miasto Pułtusk należy do Stowarzyszenia miast Napoleońskich. Po bitwie przybył do niego Napoleon Bonaparte i spędził w nim 4 dni, od 29 grudnia 1806 do 1 stycznia 1807. Na budynku, w którym zamieszkiwał przez ten czas, umieszczono tablicę pamiątkową.
Bitwa została upamiętniona wpisem na wschodnim filarze Łuku Triumfalnego w Paryżu.